# ニュース・日経夕刊&日経朝刊
『ニュース・日経夕刊』（ニュース・にっけいゆうかん）および『ニュース・日経朝刊』（ニュース・にっけいちょうかん）は、テレビ東京系列局で放送された平日の報道番組。協力は日本経済新聞。
1985年頃までの番組タイトルは『きょうの日経夕刊』および『あすの日経朝刊』だった。

## 概要
- 『夕刊』は15:30から、『朝刊』は金曜日以外は0:00、金曜は0:15から放送されていた。バックに日本経済新聞の紙面を写しつつ（『読売新聞ニュース』『読売新聞あすの朝刊』『読売新聞は〜い朝刊』と同一手法）記事も使い、その日の経済関係のニュースを中心に伝えていた。朝刊ではさらに日経の第一線記者の解説も加えていた。
- 放送開始は『夕刊』が1978年10月、『朝刊』は1980年10月。1988年3月に『朝刊』が終了して『ワールドビジネスサテライト』へ移行し、末期キャスターだった岡田晃もそのままスライドし、一社提供だった三井物産も同番組へ移行、日経を含めた複数共同提供となった（なお、三井物産は土曜の同様の時間帯のメガTONニュースのスポンサーも務めていた）。その後の2001年9月に『夕刊』も終了し、後続の『株式ニュース』（終値）と番組統合される形で『株式ワイド クロージングベル』へと移行した。
- 両番組ともに、テーマミュージックには、デイヴ・グルーシン「Gym Montage」（映画『チャンプ』のサウンドトラックより）を使っていた。
- オープニング映像に日本経済新聞社内の様子が盛り込まれるパターン（原稿作成や印刷など）は番組放送開始から終了まで続いたが、映像自体は1986年と1993年にそれぞれ変更された。1986年のときには「Gym Montage」の編集の仕方も変更された。
- 番組ネット局のテレビ愛知ではローカルニュース「TVAホットレポート」の「夕刊ヘッドライン」コーナーで当番組と同じ手法で中日新聞の夕刊を映していた。当時の中京広域圏では「読売新聞ニュース」がネットされていなかったためこれら２番組のみだった。

| テレビ東京およびメガTON→TXN系列 平日15時台のニュース | テレビ東京およびメガTON→TXN系列 平日15時台のニュース | テレビ東京およびメガTON→TXN系列 平日15時台のニュース |
| 前番組                                               | 番組名                                               | 次番組                                               |
| ---------------------------------------------------- | ---------------------------------------------------- | ---------------------------------------------------- |
| 東京12チャンネルニュース ↓ テレビ東京ニュース        | きょうの日経夕刊 ↓ ニュース・日経夕刊                | Closing Bell ※『株式ニュース』と統合                 |
| テレビ東京およびメガTON→TXN系列 平日最終版のニュース |                                                      |                                                      |
| 東京12チャンネルニュース                             | あすの日経朝刊 ↓ ニュース・日経朝刊                  | ワールドビジネスサテライト                           |